# Kim Ho-jung
Dans ce nom, le nom de famille, Kim, précède le nom personnel.
Pour les articles homonymes, voir Kim.
Kim Ho-jung (en coréen : 김호정) est une actrice sud-coréenne, née le 10 mars 1968 en Corée du Sud.
En 2015, elle remporte un Baeksang Arts Award de la meilleure actrice dans un second rôle pour son rôle de mère mourante dans le film Revivre (2015),.

## Filmographie

### Au cinéma
| Année | Titre                            | Rôle                | Notes         |
| ----- | -------------------------------- | ------------------- | ------------- |
| 2000  | Barking Dogs Never Bite          | Bae Eun-sil         |               |
| 2000  | Scent of Love                    |                     |               |
| 2001  | Nabi                             | Anna Kim            |               |
| 2002  | A Letter from Hiroshima          |                     | court-métrage |
| 2004  | La femme est l'avenir de l'homme | Park Bo-young       | caméo, voix   |
| 2004  | When Spring Comes                | Yeon-hee            |               |
| 2006  | Family Matters                   | Min-kyung           |               |
| 2006  | The Peter Pan Formula            | Yoo In-hee          |               |
| 2006  | The Catch Man                    | une étrangère       |               |
| 2007  | The Happy Life                   | Sun-mi              |               |
| 2009  | Where is Ronny...                | Mi-seon             |               |
| 2014  | 5 Minutes Serenade               | Woman               | court-métrage |
| 2015  | Revivre                          | la femme de M. Oh   |               |
| 2015  | Madonna                          | Pimp                |               |
| 2016  | Will You Be There?               | Hye-won             |               |
| 2017  | Fabricated City                  | la mère de Kwon Yoo |               |
| 2019  | The Beast                        |                     |               |

- 2023 : Bogota: City of the Lost (보고타) de Kim Seong-je

### Séries télévisées
| Année | Titre                          | Rôle           | Réseau de diffusion |
| ----- | ------------------------------ | -------------- | ------------------- |
| 2004  | Tropical Nights in December    |                | MBC                 |
| 2015  | Heard It Through the Grapevine | Uhm So-jeong   | SBS                 |
| 2018  | Evergreen                      |                | OCN                 |
| 2018  | Mistress                       | Na Yoon-jung   |                     |
| 2018  | Partners for Justice           | Oh Hwa-soo     | MBC                 |
| 2019  | Arthdal Chronicles             | Cho-seol       | tvN                 |
| 2019  | Legal High                     | Professor Song | JTBC                |
| 2020  | Search                         | Yong Hee-ra    | OCN                 |
| 2021  | Oh! Master                     | Yoon Jung-hwa  | MBC                 |
| 2021  | Reflection of You              | Lee Jung-eun   | JTBC                |

## Récompenses et nominations
| Année | Prix                           | Catégorie                                 | Œuvre nommée            | Résultat   |
| ----- | ------------------------------ | ----------------------------------------- | ----------------------- | ---------- |
| 2000  | 1ers Pusan Film Critics Awards | Meilleure actrice dans un second rôle     | Barking Dogs Never Bite | Lauréat    |
| 2001  | 54e Locarno Festival           | Léopard de bronze de la meilleure actrice | Nabi                    | Lauréat    |
| 2015  | 51e Baeksang Arts Awards       | Meilleure actrice dans un second rôle     | Revivre                 | Lauréat    |
| 2015  | 24e Buil Film Awards           | Meilleure actrice dans un second rôle     | Revivre                 | Nomination |